# Klamath Falls
Klamath Falls é uma cidade localizada no estado norte-americano de Oregon, no Condado de Klamath.

## Demografia
Segundo o censo norte-americano de 2000, a sua população era de 19.462 habitantes.
Em 2006, foi estimada uma população de 19.785, um aumento de 323 (1.7%).

## Geografia
De acordo com o United States Census Bureau tem uma área de
48,5 km², dos quais 46,3 km² cobertos por terra e 2,2 km² cobertos por água. Klamath Falls localiza-se a aproximadamente 1286 m acima do nível do mar.

## Localidades na vizinhança
O diagrama seguinte representa as localidades num raio de 36 km ao redor de Klamath Falls.